# Нетовкін Раміз Андрійович
Раміз Андрійович Нетовкін (крим. Ramiz Netovkin; справж. Джелялов Раміз Радикович; 21 червня 1960, с. Алмазар, Ташкентська обл., Узбекистан — 16 липня 2011, м. Анталія, Туреччина, похований у м. Білогірськ, АР Крим) — кримськотатарський художник-графік, ілюстратор та аквареліст. Член Національної спілки художників України (1989). Член Асоціації кримськотатарських художників. Заслужений художник АР Крим. Лауреат премії ім. Бекіра Чобан-заде у категорії «За кращий твір, що відображає минуле, сьогодення та майбутнє Карасубазара» за альбом «Околиці Карасубазара» (2008).

## Походження прізвища
Дідуся Раміза Нетовкіна — Раміза Джелялова, розстріляли гітлерівські окупанти, а батько майбутнього художника, який був ще дитиною, загубився під час депортації. На одній із вулиць Севастополя його зустріла шкільна вчителька, яка допомогла татарському хлопчику — віддала йому свідоцтво про народження свого померлого сина Андрія Нетовкіна. Хлопчик опинився у дитячому будинку в Саратовській області, потім навчався в ремісничому училищі та служив на флоті в рідному Севастополі, куди він зміг потрапити як росіянин за документами померлого сина вчительки. Після служби Андрій знайшов матір і сестру в Узбекистані. Там він одружився з Шефікою Кадировою.

## Життєпис
Раміз Радикович Джелялов народився 21 червня 1960 року в селищі Алмазар Ташкентської області Узбецької РСР. Його назвали на честь розстріляного діда Рамізом, а в пам'ять про вчительку, яка врятувала його батька, він залишився Нетовкіним.
1975 році родина повернулася до Криму, поселилася у місті Білогірську (Карасубазар).
Реміз закінчив відділення живопису Сімферопольського художнього училища ім. М. С. Самокиша (1980).
Деякий час художник викладав малювання в Білогірській школі № 1, працював у будинку молоді.
Був учасником республіканських, всесоюзних, міжнародних і закордонних виставок. Персональні виставки митця проходили не тільки в Криму, а й у зарубіжних країнах: Варшаві, Любліні (Польща), Тарту (Естонія), Кастамону (Туреччина), Нью-Йорку (США).
Помер 16 липня 2011 р. у Туреччині, де лікувався після перенесеного інфаркту, похований у Білогірську.
Твори митця знаходяться в зібраннях Сімферопольського художнього музею, Кримськотатарського музею мистецтв, а також у приватних колекціях Польщі, Росії, України, Туреччини, Німеччини, США, Естонії, Канади, Голландії, Ізраїлю, Китаю.

## Увічнення пам′яті
- 2015 р. у День кримськотатарського прапора в Кримськотатарському музеї культурно-історичної спадщини (м. Сімферополь) відбулася меморіальна виставка «Чорної туші тонкий штрих», присвячена 55-річчю від дня народження художника[3].
- У жовтні 2018 року кримські активісти оголосили про створення Ініціативної групи зі збереження пам'яті кримського художника Раміза Нетовкіна.
- У квітні 2019 р. в Білогірському історико-краєзнавчому музеї відбувся вечір пам'яті видатного кримськотатарського художника[4].
- У травні 2019 р. в селище Зуя проведено турнір з боксу, присвячений пам′яті митця[5].

## Творчість
Основні галузі творчої роботи митця — книжкова і станкова графіка.
Художник згадував, що з дитинства бачив Крим чорно-білим. Його мати, показуючи п'ять чорно-білих листівок 1937 року із зображенням Бахчисарая, казала: «Це наша Батьківщина — Крим».
Провідна тема творчості Раміза Нетовкіна пов'язана з природою та архітектурою Кримського півострова. Його роботи, виконані тушшю, пером та аквареллю на папері, вирізняються реалістичним стилем. Особлива любов художника простежується до пам'яток минулого —забутих, дивом вцілілих і нині руйнованих кримськотатарських поселень. Роботи об'єднані в графічні серії: «Бахчисарай», «Ґезлев», «Алушта», «Гурзуф», «Ялта».
Плідно працював в галузі книжковій графіці, створив альбоми «Крим, що минає» (1991), «Сива Алушта» (1995), «Бахчисарай, душа моя…» (1998).
Багато малюнків присвятив рідному Карасубазару. В 2008 році художник став лауреатом премії імені Бекіра Чобан-заде за альбом «Околиці Карасубазара».